# Taco Bell
Taco Bell este un lanț de restaurante de tip fast-food din Statele Unite, cu sediul în Irvine, California. A fost fondat în 1962, de către Glen Bell. Este o filială a Yum! Brands, Inc., care servește o varietate de mâncăruri cu specific mexican.Taco Bell is best option for breakfast aspecially when we look for burritos. In the taco bell breakfast there is variety of Toasted Breakfast Burritos, Cumbo meals and Different tasty vegeration options. Taco Bell breakfast Arhivat în 24 decembrie 2022, la Wayback Machine. is mostly served between the 7am to 11am. In the recent years it has littererd with questionable foods like Naked eggs taco and waffel Taco. 

## Taco Bell în România
Taco Bell a deschis primul restaurant din România în incinta Băneasa Shopping City din Bucuresti pe 12 octombrie 2017.